# Dansk Melodi Grand Prix
Der Dansk Melodi Grand Prix ist die dänische Vorentscheidung zum Eurovision Song Contest. Sie wird von Danmarks Radio (DR) veranstaltet.

## Geschichte
Er wird seit 1957 jährlich abgehalten. Einige Male fand allerdings kein Dansk Melodi Grand Prix statt:
- 1967 bis  1977: Dänemark nahm in diesem Zeitraum nicht am Eurovision Song Contest teil.
- 1994: Dänemark musste zum ersten Mal aufgrund der schlechten Platzierung 1993 eine Zwangspause einlegen.
- 1998 und 2003: Dänemark musste jeweils aufgrund des schlechten Fünfjahres-Schnitt eine erneute Zwangspause einlegen.

### Systeme und Abstimmungsmodi
Beim Dansk Melodi Grand Prix wurde in verschiedenen Systemen und Abstimmungsmodi abgestimmt.

#### System 1957 und 1959
1957 stellten Birthe Wilke und Gustav Winckler zwei Titel als Duo und je zwei Titel als Solokünstler vor. 1959 stellten drei Künstler, darunter auch wieder Birthe Wilke, in verschiedenen Kombinationen insgesamt sechs Titel vor.

#### Klassischer Vorentscheid
In den Jahren 1958, 1960 bis 1964 und zwischen 1966 und 2006 sowie 2015 wurde ein klassischer Vorentscheid veranstaltet. Zwischen fünf und siebzehn Künstler stellten je einen (1958 stellte Raquel Rastenni zwei Titel vor) Titel vor.

#### System 2007 und 2008
2007 und 2008 wurde wie in anderen skandinavischen Ländern üblich ein Vorentscheid mit zwei Vorrunden abgehalten.

#### System seit 2009 (mit Ausnahme von 2015)
Seit 2009, mit Ausnahme von 2015, nehmen 10 Lieder am Dank Melodi Grand Prix teil, davon erreichten bis 2011 vier, seit 2012 drei Teilnehmer ein Superfinale, in dem der Gewinner entschieden wird. Seit 2021 nehmen nur noch acht Lieder am Dansk Melodi Grand Prix teil. Das System ist dagegen ansonsten gleich geblieben.

#### Abstimmungsmodi
In den frühen Jahren wurde per Jury abgestimmt, mit Ausnahme 1964, als Postkarten eingesendet werden konnten. 1992 wurde erstmals per Televoting abgestimmt, ebenso 1996 und 2004 bis 2008. 1993, zwischen 1999 und 2002 sowie seit 2009 wird eine Mischung aus Jury und Televoting abgestimmt.

#### Sprachen
Beim DMGP mussten bis 2004 alle Titel auf Dänisch vorgestellt werden. Seit 2005 ist dem Künstler die Sprache freigestellt.

### Erfolgreiche Teilnahmen beim Eurovision Song Contest
Interpreten, die bei dem Eurovision Song Contest nach ihrer Teilnahme am Dansk Melodi Grand Prix mindestens den fünften Platz erreicht haben:
| Jahr | Interpret                      | Lied Musik (M) und Text (T)                                                                             | Platz |
| ---- | ------------------------------ | --- | ----- |
| 1957 | Birthe Wilke & Gustav Winckler | Skibet skal sejle i nat M: Erik Fiehn; T: Poul Sørensen                                                 | 3.    |
| 1959 | Birthe Wilke                   | Uh, jeg ville ønske, jeg var dig M: Otto Lington; T: Carl Andersen                                      | 5.    |
| 1961 | Dario Campeotto                | Angelique M/T: Aksel V. Rasmussen                                                                       | 5.    |
| 1963 | Grethe & Jørgen Ingmann        | Dansevise M: Otto Francker; T: Sejr Volmer-Sørensen                                                     | 1.    |
| 1984 | Hot Eyes                       | Det’ lige det M: Søren Bundgaard; T: Keld Heick                                                         | 4.    |
| 1987 | Anne Cathrine Herdorf & Bandjo | En lille melodi M: Helge Engelbrecht; T: Jacob Jonia                                                    | 5.    |
| 1988 | Kirsten & Søren                | Ka’ du se hva’ jeg sa’? M: Søren Bundgaard; T: Keld Heick                                               | 3.    |
| 1989 | Birthe Kjær                    | Vi maler byen rød M: Søren Bundgaard; T: Keld Heick                                                     | 3.    |
| 1995 | Aud Wilken                     | Fra Mols til Skagen M: Lise Cabble, Mette Mathiesen; T: Lise Cabble                                     | 5.    |
| 2000 | Olsen Brothers                 | Fly On The Wings Of Love M/T: Jørgen Olsen                                                              | 1.    |
| 2001 | Rollo & King                   | Never Ever Let You Go M: Søren Poppe; T: Thomas Brekling, Stefan Nielsen                                | 2.    |
| 2010 | Chanée & Tomas N’Evergreen     | In A Moment Like This M: Thomas G:son, Henrik Sethsson, Erik Bernholm; T: Thomas G:son, Henrik Sethsson | 4.    |
| 2011 | A Friend in London             | New Tomorrow M: Lise Cabble; T: Jakob Schack Glæsner                                                    | 5.    |
| 2013 | Emmelie de Forest              | Only Teardrops M/T: Lise Cabble, Julia Fabrin Jakobsen, Thomas Stengaard                                | 1.    |

## Austragungsorte
Der Dansk Melodi Grand Prix findet seit ihrer Erstausstrahlung im Jahre 1957 an verschiedenen Orten des Landes statt. Bis zum Jahr 2000 fanden die Sendungen auch in aufeinanderfolgenden Jahren am gleichen Austragungsort statt. Seit 2000 wird der Vorentscheid an wechselnden Austragungsorten ausgetragen.
Bisher waren 11 verschiedene Städte Ausrichter von mindestens einer Dansk Melodi Grand Prix-Sendung.

### Halbfinale
In den Jahren 2007 und 2008 fanden zum ersten und einzigen Mal Halbfinals während eines Jahrganges des Dansk Melodi Grand Prix statt. 2007 fanden sie noch an verschiedenen Orten statt, 2008 dagegen nur in Kopenhagen.
| Anzahl | Stadt      | Austragungsort | Jahr |
| ------ | ---------- | -------------- | ---- |
| 2      | Kopenhagen | DR Byen        | 2008 |
| 1      | Aalborg    | Aalborghallen  | 2007 |
| 1      | Holstebro  | Musikteatret   | 2007 |

### Finale

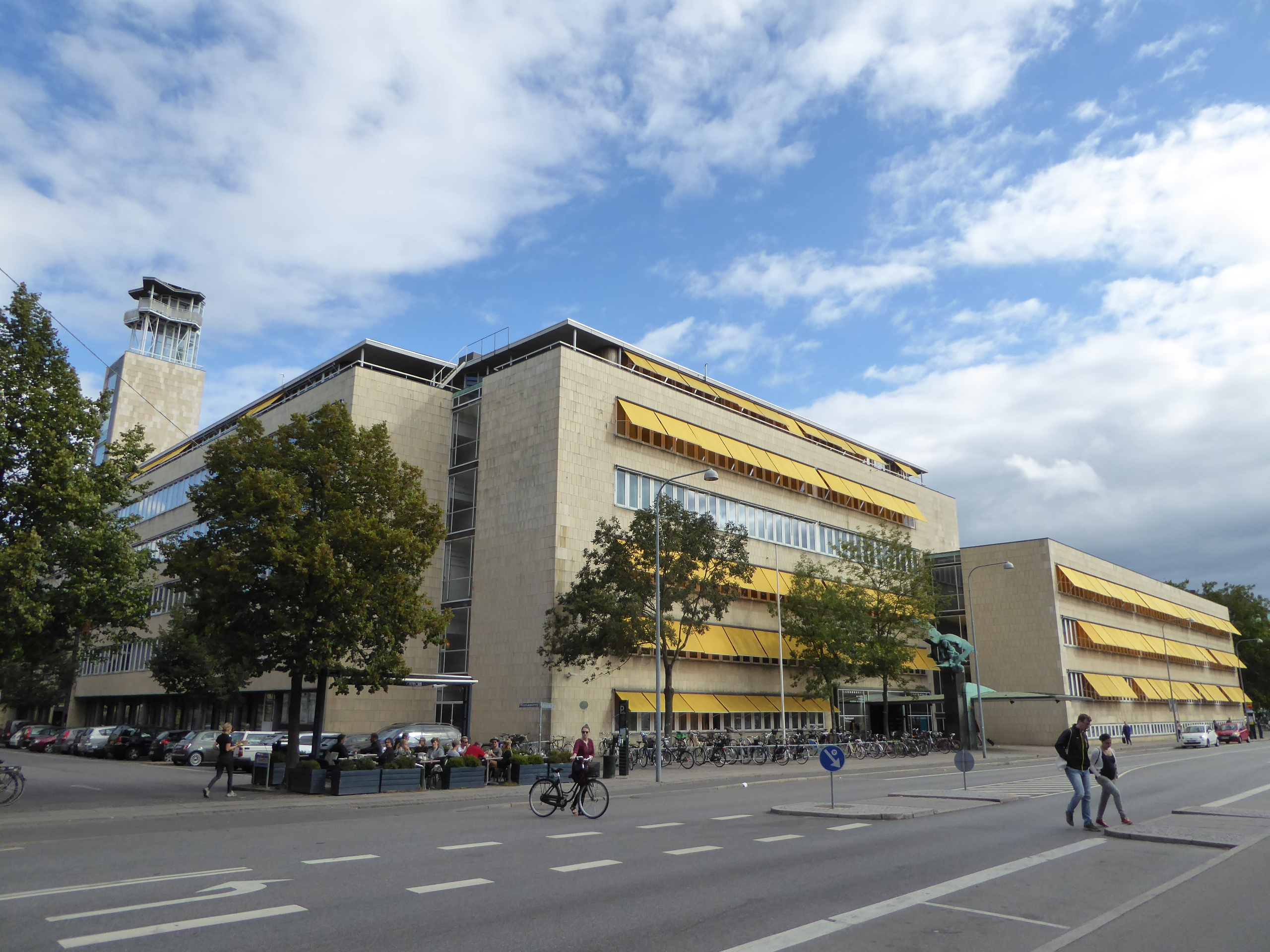
Zwischen 1957 und 1961 fand das Finale im Radiohuset von Danmarks Radio statt

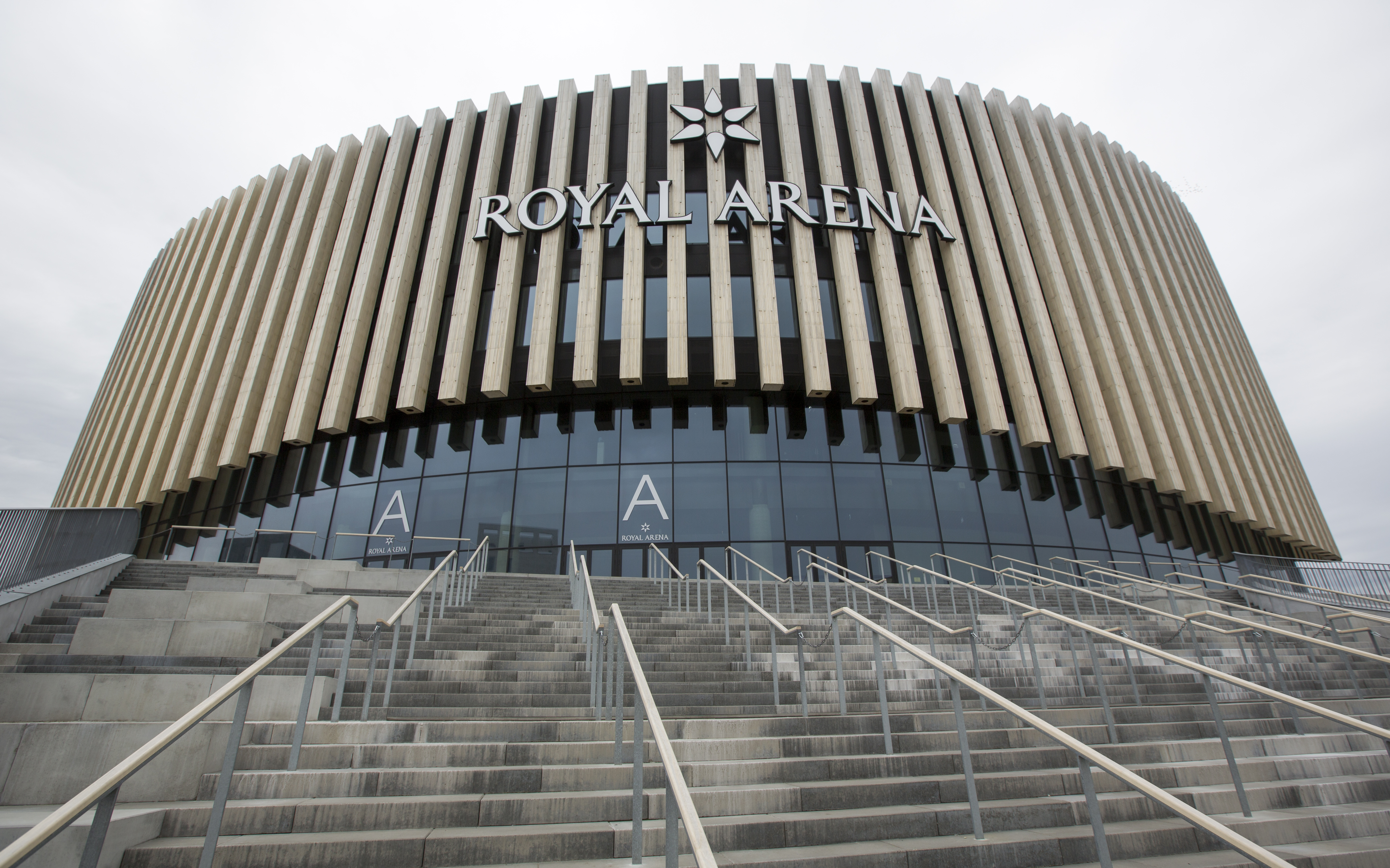
2020 fand das Finale zum ersten Mal in der Kopenhager Royal Arena statt

| Anzahl | Stadt          | Austragungsort | Jahr                                                                                 |
| ------ | -------------- | --- | ------------------------------------------------------------------------------------ |
| 20     | Kopenhagen     | Radiohuset Tivolis Koncertsal Falkoner Centret Valencia Bella Center Cirkusbygningen Royal Arena DR Byen DR Koncerthuset | 1957–1960 1962–1964, 1966, 1978, 1987, 1990 1980 1981 1989 2000, 2002 2020 2021 2024 |
| 10     | Søborg         | TV-Byen | 1979, 1982–1984, 1986, 1988, 1995–1997, 1999                                         |
| 07     | Herning        | Messecenter Herning Jyske Bank Boxen                                                                                     | 2001, 2009 2013, 2017, 2019, 2022, 2025                                              |
| 06     | Aalborg        | Aalborghallen Gigantium                                                                                                  | 1992 2006, 2010, 2012, 2015, 2018                                                    |
| 04     | Horsens        | Forum Horsens | 2005, 2007, 2008, 2016                                                               |
| 02     | Århus          | Musikhuset Atletion | 1991 2004                                                                            |
| 02     | Odense         | Odense Kongrescenter Arena Fyn                                                                                           | 1993 2014                                                                            |
| 01     | Ballerup       | Ballerup Super Arena | 2011                                                                                 |
| 01     | Fredericia     | Fredericia Teater | 1961                                                                                 |
| 01     | Frederikshavn  | Arena Nord | 2026                                                                                 |
| 01     | Kongens Lyngby | ASA Studier | 1985                                                                                 |
| 01     | Næstved        | Arena Næstved | 2023                                                                                 |

## MGP
Seit 2000 findet auch ein Nachwuchswettbewerb für Kinder von 8 bis 15 Jahren statt, der MGP, auch De Unges Melodi Grand Prix oder international Dansk Melodi Grand Prix Junior. 2002 nahmen die Sieger anschließend am MGP Nordic und im Jahr darauf am Junior Eurovision Song Contest teil. Kritik am internationalen Wettbewerb führte 2006 zu Rückzug der nordischen Länder und zur Wiederbelebung des MGP Nordic. 2010 zog sich Schweden jedoch auch davon zurück und es gab keinen Vorentscheid. Im Jahr darauf wurde der Nachwuchs-MGP als rein nationale Veranstaltung fortgesetzt.

## Diskografie

### Dansk Melodi Grand Prix
| Jahr | Titel                        | Höchstplatzierung, Gesamtwochen, AuszeichnungChartsChartplatzierungen (Jahr, Titel, Platzierungen, Wochen, Auszeichnungen, Anmerkungen) | Anmerkungen                |
| Jahr | Titel                        | DK | Anmerkungen                |
| ---- | ---------------------------- | --- | -------------------------- |
| 2001 | Dansk Melodi Grand Prix 2001 | DK1 (8 Wo.)DK | Erstveröffentlichung: 2001 |
| 2002 | Dansk Melodi Grand Prix 2002 | DK2 (5 Wo.)DK | Erstveröffentlichung: 2002 |
| 2004 | Dansk Melodi Grand Prix 2004 | DK2 (8 Wo.)DK | Erstveröffentlichung: 2004 |
| 2005 | Dansk Melodi Grand Prix 2005 | DK1 (7 Wo.)DK | Erstveröffentlichung: 2005 |
| 2006 | Dansk Melodi Grand Prix 2006 | DK2 (4 Wo.)DK | Erstveröffentlichung: 2006 |
| 2007 | Dansk Melodi Grand Prix 2007 | DK1 (9 Wo.)DK | Erstveröffentlichung: 2007 |
| 2008 | Dansk Melodi Grand Prix 2008 | DK2 (6 Wo.)DK | Erstveröffentlichung: 2008 |
| 2009 | Dansk Melodi Grand Prix 2009 | DK1 (7 Wo.)DK | Erstveröffentlichung: 2009 |
| 2010 | Dansk Melodi Grand Prix 2010 | DK1 (7 Wo.)DK | Erstveröffentlichung: 2010 |
| 2011 | Dansk Melodi Grand Prix 2011 | DK5 (5 Wo.)DK | Erstveröffentlichung: 2011 |
| 2012 | Dansk Melodi Grand Prix 2012 | DK4 (5 Wo.)DK | Erstveröffentlichung: 2012 |
| 2013 | Dansk Melodi Grand Prix 2013 | DK3 (6 Wo.)DK | Erstveröffentlichung: 2013 |
| 2014 | Dansk Melodi Grand Prix 2014 | DK4 (11 Wo.)DK | Erstveröffentlichung: 2014 |
| 2015 | Melodi Grand Prix 2015       | DK7 (5 Wo.)DK | Erstveröffentlichung: 2015 |
| 2016 | Melodi Grand Prix 2016       | DK6 (5 Wo.)DK | Erstveröffentlichung: 2016 |
| 2017 | Melodi Grand Prix 2017       | DK8 (1 Wo.)DK | Erstveröffentlichung: 2017 |
| 2018 | Dansk Melodi Grand Prix 2018 | DK4 (5 Wo.)DK | Erstveröffentlichung: 2018 |
| 2019 | Dansk Melodi Grand Prix 2019 | DK8 (2 Wo.)DK | Erstveröffentlichung: 2019 |

### De Unges Melodi Grand Prix (Jugendwettbewerb)
| Jahr | Titel                                  | Höchstplatzierung, Gesamtwochen, AuszeichnungChartsChartplatzierungen (Jahr, Titel, Platzierungen, Wochen, Auszeichnungen, Anmerkungen) | Anmerkungen                |
| Jahr | Titel                                  | DK | Anmerkungen                |
| ---- | -------------------------------------- | --- | -------------------------- |
| 2001 | MGP 2001                               | DK1 ×2Doppelplatin · (14 Wo.)DK | Erstveröffentlichung: 2001 |
| 2002 | MGP 2002                               | DK1 (22 Wo.)DK | Erstveröffentlichung: 2002 |
| 2003 | MGP 2003                               | DK1 (17 Wo.)DK | Erstveröffentlichung: 2003 |
| 2004 | MGP 2004                               | DK1 (16 Wo.)DK | Erstveröffentlichung: 2004 |
| 2005 | MGP 2005                               | DK1 (14 Wo.)DK | Erstveröffentlichung: 2005 |
| 2006 | MGP 2006                               | DK1 (21 Wo.)DK | Erstveröffentlichung: 2006 |
| 2007 | MGP 2007                               | DK1 (14 Wo.)DK | Erstveröffentlichung: 2007 |
| 2008 | MGP 2008: Det er bare noget, vi leger! | DK1 (18 Wo.)DK | Erstveröffentlichung: 2008 |
| 2009 | MGP 2009: Det er bare noget, vi leger! | DK1 (22 Wo.)DK | Erstveröffentlichung: 2009 |
| 2011 | MGP 2011                               | DK1 (31 Wo.)DK | Erstveröffentlichung: 2011 |
| 2012 | MGP 2012                               | DK1 (33 Wo.)DK | Erstveröffentlichung: 2012 |
| 2013 | MGP 2013                               | DK1 (37 Wo.)DK | Erstveröffentlichung: 2013 |
| 2014 | MGP 2014                               | DK1 Platin · (32 Wo.)DK | Erstveröffentlichung: 2014 |
| 2015 | MGP 2015                               | DK1 Platin · (40 Wo.)DK | Erstveröffentlichung: 2015 |
| 2016 | MGP 2016                               | DK1 Gold · (13 Wo.)DK | Erstveröffentlichung: 2016 |
| 2017 | MGP 2017                               | DK2 Platin · (22 Wo.)DK | Erstveröffentlichung: 2017 |
| 2018 | MGP 2018                               | DK1 Platin · (15 Wo.)DK | Erstveröffentlichung: 2018 |
| 2019 | MGP 2019                               | DK1 Platin · (16 Wo.)DK | Erstveröffentlichung: 2019 |
| 2020 | MGP 2020                               | DK2 Platin · (14 Wo.)DK | Erstveröffentlichung: 2020 |
| 2021 | MGP 2021                               | DK1 Platin · (17 Wo.)DK | Erstveröffentlichung: 2021 |
| 2022 | MGP 2022                               | DK1 Gold · (15 Wo.)DK | Erstveröffentlichung: 2022 |
| 2023 | MGP 2023                               | DK3 Gold · (9 Wo.)DK | Erstveröffentlichung: 2023 |
| 2024 | MGP 2024                               | DK1 Platin · (26 Wo.)DK | Erstveröffentlichung: 2024 |
| 2025 | MGP 2025                               | DK1 Gold · (… Wo.)DK | Erstveröffentlichung: 2025 |

Weitere Alben

| Jahr | Titel                   | Höchstplatzierung, Gesamtwochen, AuszeichnungChartsChartplatzierungen (Jahr, Titel, Platzierungen, Wochen, Auszeichnungen, Anmerkungen) | Anmerkungen                |
| Jahr | Titel                   | DK | Anmerkungen                |
| ---- | ----------------------- | --- | -------------------------- |
| 2002 | MGP Jul (Weihnachten)   | DK7 (6 Wo.)DK | Erstveröffentlichung: 2002 |
| 2004 | MGP 2004 – De 3 vindere | DK11 (11 Wo.)DK | Erstveröffentlichung: 2004 |
| 2005 | MGP 2005 – De 3 vindere | DK12 (12 Wo.)DK | Erstveröffentlichung: 2005 |
| 2006 | MGP 2006 – De 3 vindere | DK11 (10 Wo.)DK | Erstveröffentlichung: 2006 |
| 2007 | MGP 2007 – De 3 vindere | DK24 (7 Wo.)DK | Erstveröffentlichung: 2007 |
| 2008 | MGP 2008 – Vinderne     | DK33 (3 Wo.)DK | Erstveröffentlichung: 2008 |
| 2013 | MGP 2001 – 2013         | DK— ×2DoppelplatinDK | Erstveröffentlichung: 2013 |

## Dansk Danse Grand Prix
Als 2007 der Eurovision Dance Contest eingeführt wurde, wurde der Dansk Danse Grand Prix als Vorentscheidung eingeführt. 2008 sollte eigentlich auch ein solches Festival stattfinden. Wegen wenigen Kartenverkäufen wurde das Festival nicht veranstaltet und die Kandidaten von DR intern ausgewählt.